# Sirung
«  Pantar Api » redirige ici. Pour les autres significations, voir Pantar et Api.
Le Sirung, en indonésien Gunung Sirung, est un volcan d'Indonésie situé sur l'île de Pantar, dans les petites îles de la Sonde. Il se compose d'un stratovolcan, d'une caldeira et de plusieurs dômes de lave.

## Toponymie
Le Sirung est appelé Gunung Sirung en indonésien. Il est aussi appelé Gunung Delaki, Gunung Sereh, Pantar Api ou encore Siroeng. Son point culminant est le Gunung Topaki.

## Géographie

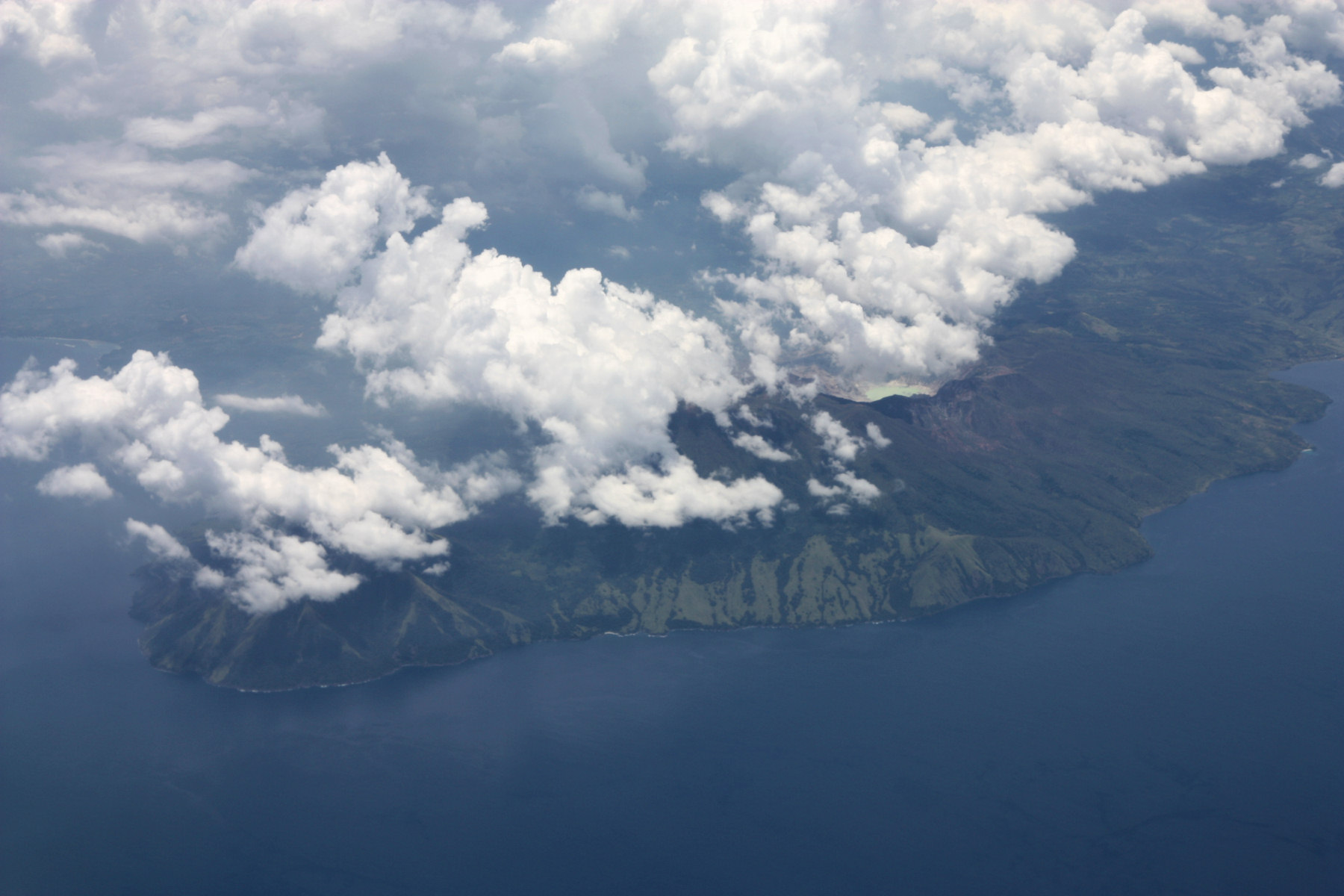
Vue aérienne de Pantar avec le Sirung en partie dans les nuages.

Le Sirung est situé dans le Sud-Est de l'Indonésie, sur l'île de Pantar qui fait partie des petites îles de la Sonde. Administrativement, il fait partie du kabupaten d'Alor de la province des petites îles de la Sonde orientales.
Le volcan se trouve à l'extrémité méridionale de l'île de Pantar et constitue le nord-est d'un petit alignement volcanique de quatorze kilomètres de longueur. Il se compose d'un stratovolcan, le Gunung Topaki, culminant à 1 390 mètres d'altitude, couronné par un petit cratère et aux pentes boisées,. Au nord-est se trouvent plusieurs dômes de lave qui entourent une caldeira d'un diamètre de deux kilomètres culminant à 862 mètres de hauteur. Son fond marqué par l'absence de végétation est périodiquement occupé par plusieurs petits lacs. La majorité du volcan est construit par des coulées de lave basaltique.

## Histoire
Le Sirung aurait connu une éruption en 1852, 1899 et en 1927. La première connue avec certitude est celle du 14 juin à la mi-juillet 1934, suivie par celle d'avril à mai 1947, de juin 1953, du 13 mars 1960, du 8 février au 5 octobre 1964, du 7 au 18 mai 1965, du 2 novembre 1965, de 1970, du 8 mai 2012, du 7 au 8 juillet 2015 et du 21 juillet 2021. Elles sont caractérisées par des explosions phréatiques d'indice d'explosivité volcanique de 1 à 2 à l'intérieur de la caldeira.